# Jaskinia przy Grzędzie
Jaskinia przy Grzędzie (D-4) – jaskinia w Dolinie Miętusiej w Tatrach Zachodnich. Wejście do niej położone jest pod ścianą Harnasiowych Czub opadającej do Wielkiej Świstówki, w pobliżu Omszałej Szczeliny, na wysokości 1629 metrów n.p.m. Długość jaskini wynosi 12 metrów, a jej deniwelacja 3 metry.

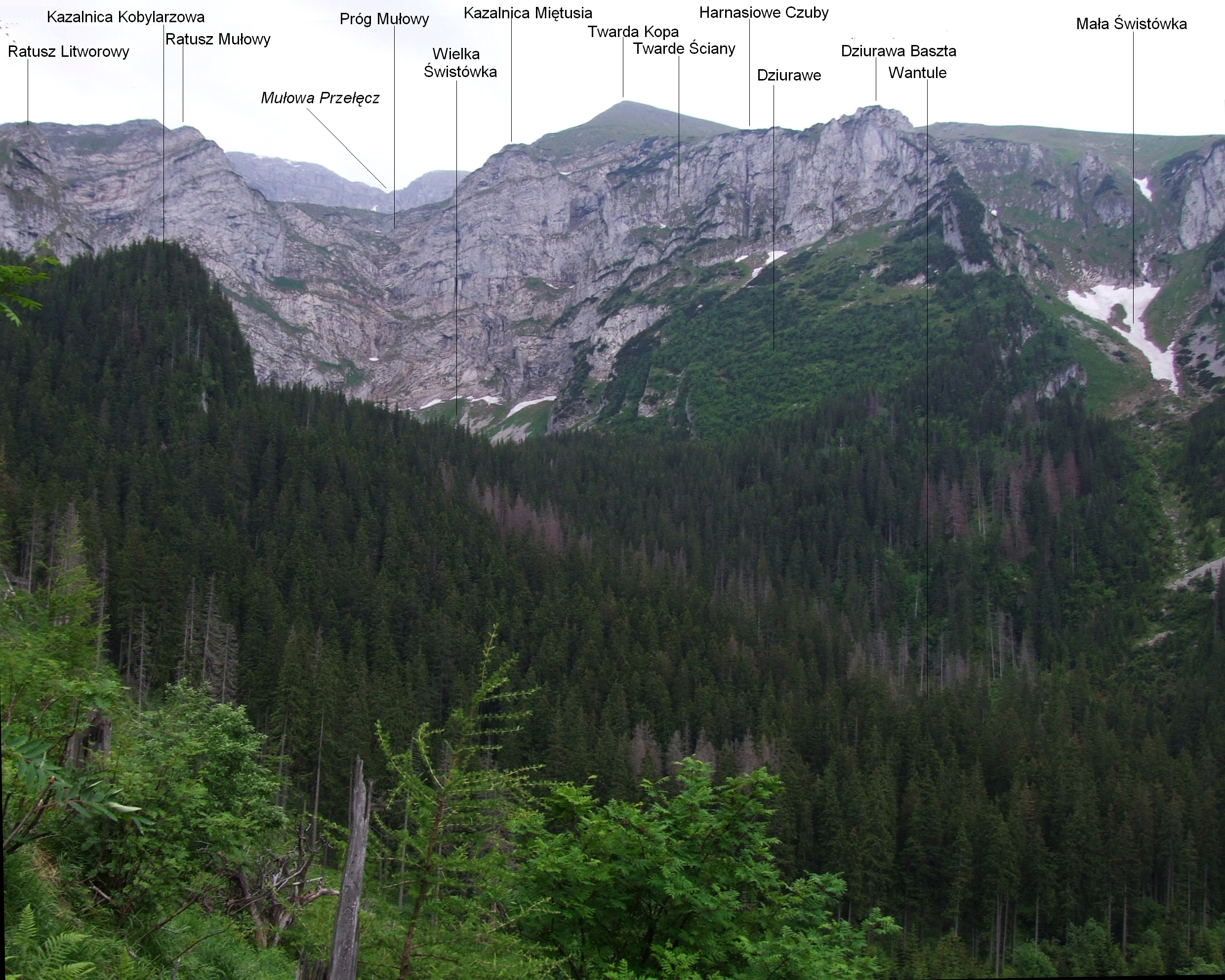
Widok ze szlaku turystycznego przez Kobylarzowy Żleb

## Opis jaskini
Jaskinię stanowi niski korytarzyk zaczynający się w małym otworze wejściowym, przechodzący przez niewielką salkę i kończący się idącą w dół szczeliną nie do przejścia.

## Przyroda
W jaskini brak jest nacieków. Ściany są mokre, w pobliżu otworu rosną na nich mchy.

## Historia odkryć
Jaskinia została odkryta we wrześniu 1970 roku przez R. M. Kardasia i M. Rutkowskiego ze Speleoklubu Warszawskiego.